# Roberto Santiago
José Roberto Santiago Gomes (São Paulo, SP, 1 de julho de 1958) é um político brasileiro e sindicalista, filiado ao Partido Social Brasileiro de São Paulo. Deputado Federal por dois mandatos e suplente pelas eleições de 2014. Considerado por sete vezes consecutivas, pelo Diap, um dos 100 parlamentares mais influentes do país. 
Roberto Santiago é presidente da FENASCON e FEMACO (Federação Nacional e Estadual dos Trabalhadores em Asseio e Conservação Ambiental, limpeza Urbana e Áreas Verdes) e vice-presidente da União Geral dos Trabalhadores (UGT). Sua trajetória de vida é marcada pela luta a favor dos trabalhadores e pelo incansável esforço para organização da sociedade civil.
Foi relator do projeto que estabelece a política de valorização do salário mínimo e de diversos projetos que tratam do plano de carreira de servidores públicos.
Foi o responsável por estender o projeto “Minha Casa, Minha Vida” a todos os municípios brasileiros, apresentando uma emenda modificativa ao projeto original do Governo Federal, que pretendia contemplar somente as cidades com mais de 200 mil habitantes.
Em 2011, presidiu a Comissão de Direito do Consumidor, destacando-se na batalha contra a ineficácia das operadoras de celular e dos planos de saúde.
Em 2012, ajudou a articular a aprovação, na Comissão do Trabalho, da profissão de diarista, contemplando mais de 6 milhões de pessoas vinculadas com tratamento igual aos demais trabalhadores brasileiros, com duas ou mais diárias por semana, direito à carteira de trabalho, aposentadoria, auxílio-doença, licença-maternidade e outros benefícios previstos na Constituição e na CLT. Participou ativamente na aprovação da regulamentação da profissão dos 12 milhões de comerciários que, apesar de contar com sindicatos e acordos coletivos, não eram oficialmente reconhecidos. Santiago também lutou pela garantia de 30% de periculosidade para os carteiros. Igualmente aos vigilantes, o parlamentar se empenhou para a conquista do adicional de 30% pelo “risco de vida” desses profissionais. É também autor do projeto de lei que reduziu a jornada de trabalho dos coletores e garis.
Em 2013, foi presidente da Comissão do Trabalho, Administração e Serviço Público (CTASP) da Câmara Federal – uma das mais importantes comissões do Congresso Nacional.
Importante aliado dos trabalhadores, aposentados e pensionistas, e servidores públicos. Também é relator da ‘Comissão Especial’ do Trabalho Terceirizado, cujo projeto está prestes a ser aprovado, e se tornará o marco legal da modalidade que emprega mais de 15 milhões de trabalhadores em todo país.
Idealizador do maior evento em defesa da causa animal do país: o ‘Acampamento Nacional em Defesa dos Animais’. A mobilização teve ampla cobertura da imprensa e repercussão internacional, sendo considerada, por observadores políticos, uma ação histórica a favor da causa.
Reconhecimento
• Em 2011, contemplado com a medalha de “Grande Oficial do Tribunal Superior do Trabalho”
• Premiado como o “Deputado do Ano” pelo site Congresso em Foco.
• Eleito entre os “Parlamentares mais influentes do Congresso Nacional” pela Arko Advice, no relatório da “Elite Parlamentar 2011”;.
• Em 2012, recebeu o “Prêmio Cebrasse do Setor de Serviços”, na categoria “Parlamentar, ações pelo empreendedorismo brasileiro”;
• Em 2013, foi agraciado com a “Medalha Comemorativa, alusiva aos 70 anos da Consolidação das Leis do Trabalho”, pelo TST.
• Consagrado pela Diap, pela 7ª vez consecutiva, como um dos 100 parlamentares mais influentes do país.